# Rafael Carrera
Pour les articles homonymes, voir Carrera.
Ne doit pas être confondu avec Rafael Correa.
Rafael Carrera, de son nom complet José Rafael Carrera y Turcios, né le 24 octobre 1814 à Guatemala et mort le 14 avril 1865 , était un homme d'État guatémaltèque.

## Biographie

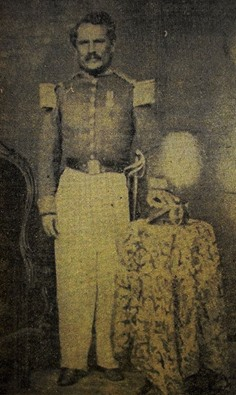
Photographie du général Carrera.

Métis d'Indigène et de Noir (zambo), il exerce dans les années 1830 la profession de porcher. Illettré, mais intelligent, il se transforme en chef de bande et mène la révolte contre la fédération des Provinces-Unies d'Amérique centrale après l'assassinat de parents par des soldats fédéraux. Soutenu par les factions conservatrices, il se rend maître de la majorité du Guatemala en 1838. Le président de la Fédération, Francisco Morazán ne peut capturer son adversaire et les revendications séparatistes s'étendent aux Nicaragua, Honduras et Costa Rica, prélude à la guerre civile générale et à l'éclatement de la Fédération.
Carrera est élu président de son pays en 1844. Il gouverne de façon dictatoriale, s'appuyant sur les grands propriétaires terriens, les conservateurs et le clergé. Il se fait proclamer président à vie en 1854, conservant le pouvoir jusqu'à sa mort, survenue en 1865.
Sa rivalité avec le président du Salvador, Gerardo Barrios, entraîne en 1863 une guerre entre les deux pays. Carrera subit une sévère défaite à Coatepeque. La trêve qui s'ensuit est de courte durée. Les hostilités s'étendent, le Honduras prenant parti pour le Salvador alors que le Nicaragua et le Costa Rica s'allient au Guatemala. Finalement Carrera sort vainqueur du conflit, occupe le Salvador, et étend même sa domination sur le Honduras et le Nicaragua.
Jusqu'à sa mort, il maintiendra des relations amicales avec les nations européennes. Son successeur sera le général Vicente Cerna Sandoval, que Carrera avait lui-même recommandé avant de disparaître.